# Janieae
Janieae H.W. Johansen & P.C. Silva, 1978  é o nome botânico  de uma tribo de algas vermelhas marinhas pluricelulares da subfamília Corallinoideae, família Corallinaceae.

## Gêneros
- Haliptilon, Jania